# Natalia Reyes
Natalia Reyes Gaitán (ur. 6 lutego 1987 w Bogocie) – kolumbijska aktorka. Wystąpiła m.in. w filmach Kieszonkowcy (2018), Sny wędrownych ptaków (2018) oraz Terminator: Mroczne przeznaczenie (2019).

## Filmografia

### Filmy
| Rok  | Tytuł                             | Rola                | Uwagi |
| ---- | --------------------------------- | ------------------- | ----- |
| 2018 | Kieszonkowcy                      | Juana               |       |
| 2018 | Sny wędrownych ptaków             | Zaida               |       |
| 2018 | Brakland                          | Valentine Hernandez |       |
| 2019 | Terminator: Mroczne przeznaczenie | Dani Ramos          |       |
| 2019 | Running with the Devil            | Kobieta             |       |
| 2020 | Sumergible                        | La Reina            |       |
| 2023 | Tomorrow Before After             | Kobieta             |       |
| 2024 | Alix                              | Marta               |       |
| 2025 | Shadow Force                      | Moriti              |       |

### Telewizja
| Rok       | Tytuł                            | Rola               | Uwagi   |
| --------- | -------------------------------- | ------------------ | ------- |
| 1995      | Sabor a limón                    | Rebecca            |         |
| 2006      | Las profesionales, a su servicio | Sharon Janeth Sasá |         |
| 2008      | Muñoz vale por 2                 | Vanessa Muñoz      |         |
| 2009      | Todas odian a Bermúdez           | Marcela Delgado    |         |
| 2009–2010 | Isa TK+                          | Fabiana Medina     |         |
| 2009      | Pandillas guerra y paz           | María Fernanda     | 1 odc.  |
| 2013      | A mano limpia                    | Ana Lucía Giraldo  | 1 odc.  |
| 2013–2015 | Cumbia Ninja                     | Jéssica            | 45 odc. |
| 2014      | Dulce amor                       | Florencia Guerrero | 1 odc.  |
| 2015      | Lady, la vendedora de rosas      | Lady Tabares       | 26 odc. |
| 2016–2017 | 2091                             | Roda               | 12 odc. |